# Susi Weigelová
Susi Weigelová (29. ledna 1914 Prostějov – 21. prosince 1990 Bludenz) byla rakouská ilustrátorka dětských knih, grafička a animátorka. Obzvláště známé jsou knihy pro děti napsané společně s Mirou Lobeovou.

## Život a dílo
Susi Weigelová byla nejmladší dcerou výrobce likérů a rumu v Prostějov+Proßnitz Johanna Weigela (1867–1949) a dcery vídeňského restauratéra Gisela Weigel (roz. Hauswirth) (1875–1953). V roce 1915 se rodiče Susi Weigelové přestěhovali do Vídně. ,
Susi Weigelová studovala v letech 1929/30 až 1934 na vídeňské Uměleckoprůmyslové škole u Franze Čižka, Alberta Paris Gütersloha, Josefa Hoffmanna, Reinholda Klause, Rudolfa von Larisch, Wilhelma Müller-Hofmanna a Viktora Schufinského a poté v letech 1934/35 absolvovala semestr na vídeňské Akademii umění Karla Sterrera.
Na Škole uměleckých řemesel se Susi Weigelová v zimním semestru 1932/1933 setkala s karikaturistou Willym Spirou (1913–1999), s nímž znovu a znovu spolupracovala až do roku 1935. Společně například navrhli dekorace pro „Medical Redoute“ v Sofiensäle a uspořádali společnou výstavu vlastních prací ve Spirově studiu v Meidlingu, z níž se dochoval plakát a recenze výstavy. Počátkem roku 1935 oba několik týdnů pracovali na desetiminutové barevné animované verzi opery Georgese Bizeta „Carmen“, která byla uvedena do vídeňských kin v roce 1935.
Kolem roku 1936 se Susi Weigelová přestěhovala do Berlína, kde pracovala jako animátorka a grafička na volné noze a v roce 1937 se provdala za Bruna Buzka.
Po skončení války se Susi Weigelová vrátila do Vídně a pracovala pro dětský časopis „Unsere Zeitung“. Zde se seznámila s autorkou dětských knih Mirou Lobeovou, se kterou pak spolupracovala desítky let. Na podzim roku 1952 se Susi Weigelová znovu vdala a přestěhovala se ke svému manželovi do Langen am Arlberg a později do Bludenz. Od té doby ilustrovala především knihy Miry Lobeové, z nichž mnohé získaly národní i mezinárodní ocenění. Společně vytvořili dětskou knižní klasiku „Das kleine Ich-bin-ich“, „Die Omama im Apfelbaum“, „Bärli Hupf“ a „Das Städtchen Drumherum“.